# كاسلفينيا: آريا أوف سارو
كاسلفينيا: آريا أوف سارو (بالإنجليزية: Castlevania: Aria of Sorrow)‏ ، هي لعبة فيديو من نوع أكشن ومنصات، أنتجت عام 2003م.